# Casaltone
Casaltone è una frazione di 349 abitanti, divisa in due comuni dalla strada della Croce: Sorbolo Mezzani a nord e Parma a sud.
La località dista 2,34 km da Sorbolo e 8,57 km dal centro di Parma.

## Geografia fisica
La frazione sorge in posizione pianeggiante alla quota di 37 m s.l.m., in prossimità della sponda sinistra del torrente Enza; la località è bagnata anche dai canali Gambalone e Diversivo.

## Origini del nome
La frazione, nota in epoca medievale come Casale Ottoni, Casale Ottone e Casalottone, deve il suo nome a un antico feudatario della zona.

## Storia
Il territorio di Casaltone risultava abitato già durante l'età del bronzo, come testimoniato dal rinvenimento nel 1874 di alcuni reperti terramaricoli, conservati nel museo archeologico nazionale di Parma.
Un insediamento sorse poi durante l'età del ferro; a tale periodo risalgono due sepolture etrusche riportate alla luce durante alcuni scavi nel 1874 e probabilmente un breve tratto di selciato stradale, scoperto nel 1949 in una cava di argilla nei pressi della località.
Il territorio risultava popolato anche in età romana, come dimostrato dal rinvenimento di alcune tombe tra il 1964 e il 1967 in località Fornace Terzi, di alcuni oggetti metallici negli anni 1990 in località Corte Casello e di modesti frammenti di mattoni nel 2006 lungo la strada per Casaltone.
In seguito la zona passò sotto il controllo dei Longobardi, ai quali è riconducibile una tomba rinvenuta nel 1964 in località Terzi di Casaltone.
Il borgo di Casaltone fu tuttavia fondato soltanto in epoca altomedievale; la più antica testimonianza della sua esistenza risale al 945, quando in un documento fu menzionato un suo abitante di nome Andrei.
A servizio del piccolo centro fu edificata una pieve, nominata per la prima volta nel 1005 nell'Ordo Archipresbiterorum Plebium voluto dal vescovo di Parma Sigifredo II.
Il borgo fu nuovamente menzionato in due atti notarili nel 1159 e nel 1173.
Nel 1317 il Comune di Parma, nel timore di attacchi da parte di Giberto III da Correggio, fece erigere a Casaltone e a Sorbolo due fortificazioni difensive; tuttavia, il 28 maggio dello stesso anno le soldataglie correggesche, dopo aver depredato gli abitati di Martorano e Coloreto, si diressero a Casaltone, assaltando e conquistando in breve tempo il maniero, per poi darlo alle fiamme, insieme al vicino borgo; si spostarono successivamente a Sorbolo, impossessandosi del fortilizio e incendiando il villaggio.
Nel 1330 le due fortificazioni furono ricostruite per volere del podestà cittadino Filippo da Pontremoli, ma successivamente furono conquistate dai Baratti e cedute nel 1335 ai Della Scala, per poi essere infine abbandonate.
Nel 1806, in seguito alla creazione dei primi mairies nel ducato di Parma e Piacenza, Casaltone fu divisa in tre comuni: sulla sponda sinistra dell'Enza, Sorbolo a nord e San Donato a sud, mentre su quella destra Gattatico. Nel 1848, per effetto del trattato di Firenze del 1844, il confine tra i ducati di Parma e Modena fu stabilito lungo il corso dell'Enza, perciò il centro abitato si ridusse alla sola porzione ovest. Nel 1870 il Comune di San Donato d'Enza fu sciolto e aggregato a Marore nel nuovo comune di San Lazzaro Parmense, a sua volta cessato nel 1943 e inglobato in quello di Parma.
Poco prima del termine della seconda guerra mondiale, il 24 aprile 1945 Casaltone fu teatro di un eccidio, perpetrato dai soldati tedeschi in ritirata, che, per rappresaglia rispetto a una serie di attacchi subiti dai partigiani, penetrarono in alcune abitazioni private e, dopo averle saccheggiate e date alle fiamme, ne uccisero i 21 abitanti.
Il 15 luglio 1971 un violento terremoto, classificato dell'ottavo grado Mercalli, ebbe come epicentro la località, danneggiando gravemente numerosi edifici, tra cui la chiesa settecentesca della Purificazione di Maria Vergine, successivamente abbattuta e ricostruita.
Tra il 10 e l'11 settembre 1972, in seguito ad abbondantissime precipitazioni che in poche ore raggiunsero i 400 mm di altezza di pioggia fra il lago Paduli e l'Alpe di Succiso, il torrente Enza in piena tracimò su entrambe le sponde a livello di Casaltone, allagando completamente la frazione e le campagne circostanti.
Il 1º gennaio 2019 il comune di Sorbolo si fuse con quello di Mezzani, costituendo il nuovo comune di Sorbolo Mezzani.

## Monumenti e luoghi d'interesse

### Chiesa della Purificazione di Maria Vergine

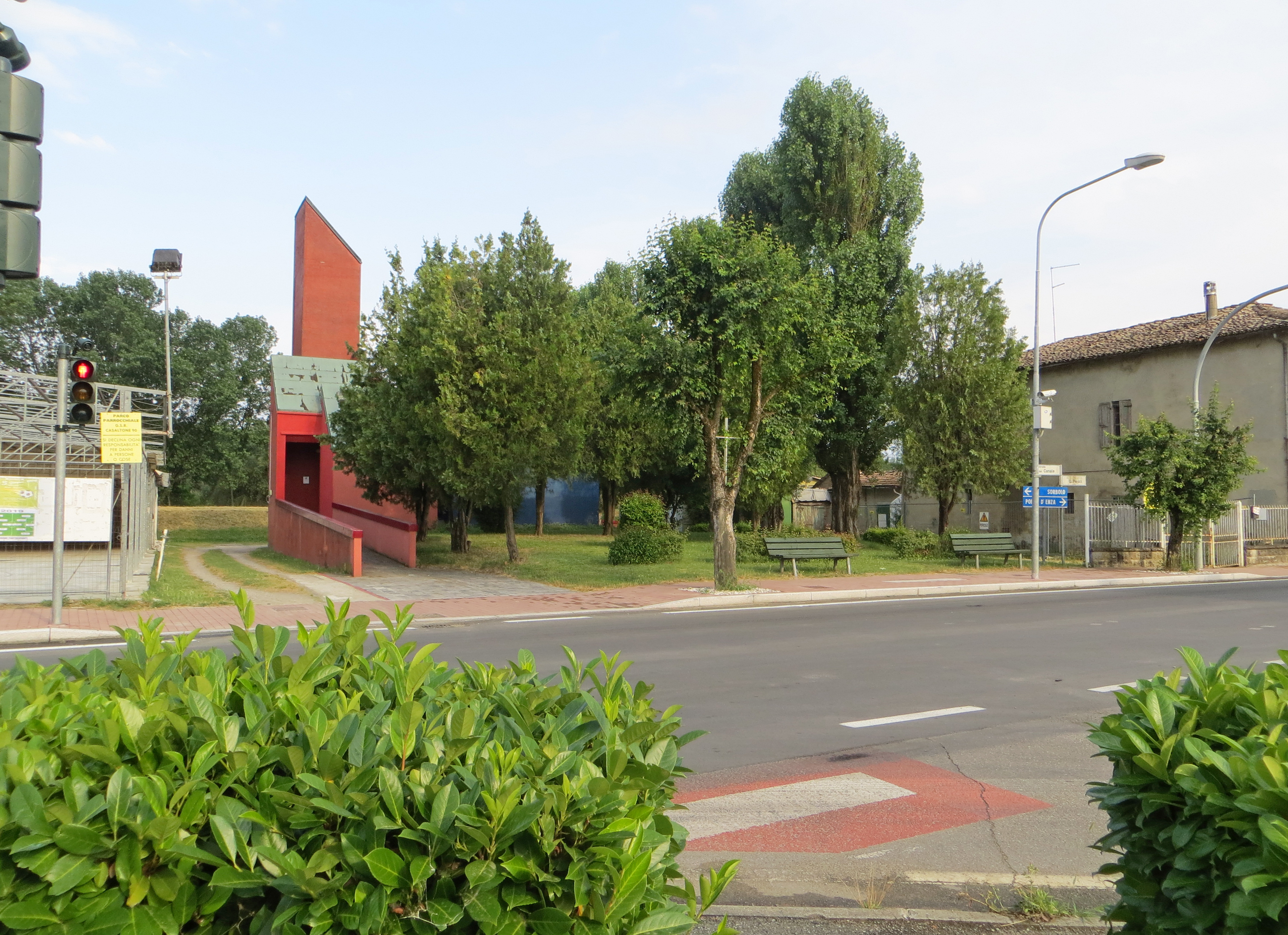
Chiesa della Purificazione di Maria Vergine

Menzionata per la prima volta nel 1005, la pieve originaria fu danneggiata da una piena del vicino torrente Enza nel XVI secolo; demolita e ricostruita agli inizi del XVIII secolo, fu successivamente restaurata e decorata a più riprese; distrutta nel terremoto del 15 luglio 1971, fu interamente riedificata in stile contemporaneo tra il 1974 e il 1975. La chiesa, costituita da un corpo quadrato centrale cui si aggiungono altri volumi più piccoli, presenta una serie di tetti a falda unica che si intersecano tra loro; all'interno la semplice aula è illuminata da una vetrata e da due portefinestre.

### Castello
Eretto nel 1317 dal Comune di Parma, il castello, probabilmente realizzato in materiale precario, dopo breve tempo fu conquistato dagli uomini di Giberto III da Correggio, che lo diedero alle fiamme; ricostruito nel 1330 per volere del podestà di Parma, fu espugnato dai Baratti e ceduto nel 1335 ai Della Scala; successivamente abbandonato, non lasciò alcuna traccia.

### Villa Ceci
Costruita nella prima metà del XIX secolo probabilmente per volere dei conti Garbarini, la villa neoclassica fu acquistata alcuni decenni dopo dal senatore Luigi Podestà; alla sua morte nel 1929, fu spogliata degli arredi dai suoi eredi, che la alienarono l'anno seguente a Guido Marasini; ristrutturata e modificata internamente dal genero di quest'ultimo, fu acquistata nel 1947 dai fratelli Adamo, Ugo e Pietro Ceci. L'edificio, sviluppato su una pianta quadrata affiancata da due basse e lunghe ali in asse con la facciata, si eleva su due livelli principali fuori terra; il simmetrico prospetto anteriore del corpo centrale presenta un porticato a tre arcate, su cui si elevano quattro lesene a sostegno del frontone triangolare di coronamento; all'interno si apre nel mezzo il salone, coronato da una volta dipinta.

### Monumento ai caduti
Eretto nel 1919 nel centro della frazione in onore dei caduti della prima guerra mondiale, il monumento fu completato nel 1946 dopo la fine del secondo conflitto. La struttura, sviluppata su una pianta trapezoidale, è rivestita in marmo bardiglio e si eleva su un alto basamento; le tre facce anteriori, di cui la centrale più ampia e decorata con una stella rossa nel mezzo, sono scandite da semicolonne e presentano gli elenchi dei caduti di Casaltone durante i due conflitti; la sezione principale al centro è dedicata ai 21 civili morti il 24 aprile 1945 durante l'eccidio perpetrato dai tedeschi in fuga, mentre nelle altre due sono ricordati i soldati morti sul fronte della prima e della seconda guerra.

### Esplicative
1. ↑  Guido Azzali (69 anni), Ubaldo Azzali (34 anni), Emilio Baroni (50 anni), Florio Benassi (23 anni), Renzo Confortini (16 anni), Luisa Dall'Asta (16 anni), Amedeo Fava (56 anni), Gianni Galvani (19 anni), Amilcare Gandolfi (53 anni), Costante Ghiretti (37 anni), Umberto Maestri (40 anni), Ercole Pesci (69 anni), Oreste Pesci (69 anni), Ennio Pesci (47 anni), Ermete Pesci (15 anni), Gustavo Pesci (56 anni), Nello Reggiani (31 anni), Giorgio Salvatori (4 mesi), Luigi Sepali (28 anni), Rino Setti (21 anni), Rosolino Zoni (29 anni)
2. ↑  Ferdinando Bia, Riccardo Busani, Cesare Cagozzi, Armando Cocconi, Appio Longagnani, Rizziero Mori, Amilcare Pesci, Celeste Riva, Odoardo Salvatori, Umberto Verona, Giuseppe Viglioli, Alfredo Zanichelli
3. ↑  Dualco Cattellani, Faustino Dall'Aglio, Angelo Guarnieri, Attilio Montanini, Alide Panizzi

### Bibliografiche
1. 1 2 3   La Frazione di Casaltone, su italia.indettaglio.it. URL consultato il 24 agosto 2019.
2. 1 2 3 4   La Frazione di Casaltone, su italia.indettaglio.it. URL consultato il 24 agosto 2019.
3. ↑  [1][2]
4. ↑  Zuccagni-Orlandini, p. 569.
5. 1 2 3 4 5  Dall'Aglio, p. 324.
6. ↑  Storia di Parma II, pp. 130-135.
7. ↑  Conversi, Macellari, pp. 148-149.
8. ↑  Storia di Parma III, p. 100.
9. ↑  Comune di Sorbolo, p. 20.
10. ↑   Parrocchia della Purificazione di Maria Vergine, Casaltone, su diocesi.parma.it. URL consultato il 3 novembre 2024.
11. 1 2 3  Dall'Aglio, p. 325.
12. ↑  Affò, pp. 211-212.
13. 1 2 3  Capacchi, p. 320.
14. ↑  Affò, p. 274.
15. ↑  Dall'Aglio, pp. 324-325.
16. ↑   Storia dei Comuni, su elesh.it. URL consultato il 5 novembre 2024.
17. ↑   Storia dei Comuni, su elesh.it. URL consultato il 5 novembre 2024.
18. 1 2   Episodio di Casaltone, Sorbolo, 24.04.1945 (PDF), su straginazifasciste.it. URL consultato il 5 novembre 2024.
19. ↑   Catalogue of Strong Earthquakes in Italy, su storing.ingv.it. URL consultato il 5 novembre 2024.
20. ↑   Chiara Corradi, 50 anni fa il terremoto di Parma: fu il più forte di tutto il 1900, in www.ilparmense.net, 15 luglio 2021. URL consultato il 5 novembre 2024.
21. ↑  Autorità di Bacino del fiume Po, p. 133.
22. ↑   Storia dei Comuni, su elesh.it. URL consultato il 5 novembre 2024.
23. ↑  Fallini, Calidoni, Rapetti, Ughetti, p. 39.
24. ↑   Chiesa della Purificazione di Maria Vergine "Casaltone, Sorbolo Mezzani", su Le chiese delle diocesi italiane, Conferenza Episcopale Italiana. URL consultato il 2 novembre 2024.
25. ↑  Gambara, p. 373.
26. ↑   Monumento, 1919 - post 1946, su catalogo.beniculturali.it. URL consultato il 5 novembre 2024.